# Regolamento dei campi di concentramento nazisti

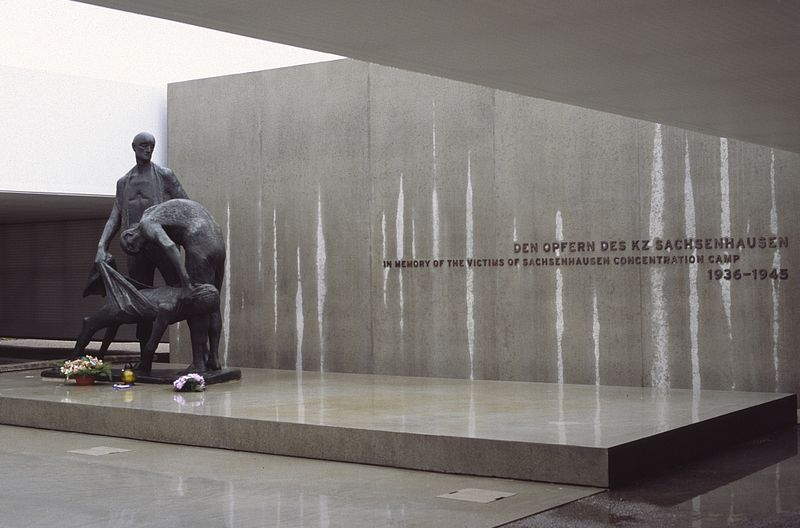
Il memoriale a ricordo dei detenuti del Campo di concentramento di Sachsenhausen (Oranienburg)

I campi di concentramento della Germania nazista durante la seconda guerra mondiale erano dotati di un regolamento comportamentale a cui i deportati dovevano rigorosamente attenersi.
Prima che le forze alleate anglo-americane e le truppe dell'esercito sovietico stringessero definitivamente d'assedio ciò che restava del Terzo Reich, i lager furono in gran parte abbandonati dalle SS che, prima della fuga, distrussero gran parte della documentazione contenuta nei campi di prigionìa, incluso questa sorta di memorandum.
Il contenuto del regolamento dei campi di concentramento nazisti è tuttavia desumibile da una copia datata dal campo di Sachsenhausen-Oranienburg (52°45′57″N 13°15′51″E) 8 novembre 1942, rinvenuta in circostanze fortunose dal governo austriaco nel lago Toplitz e il cui testo è stato incluso come appendice dallo scrittore Christian Bernadac - studioso della deportazione nei campi di lavoro dell'Alta Austria e della Germania meridionale - nel libro I giorni senza fine, pubblicato in Francia negli anni settanta per le Éditions France-Empire (da Edizioni Ferni, Ginevra, per la versione in lingua italiana).

## Il regolamento
Il regolamento che scandiva gli obblighi cui erano sottoposti i reclusi detenuti di varie nazionalità accusati di reati politici, reati comuni, o imprigionati per avversione al nazismo e al fascismo, fra cui esponenti della Resistenza dei vari paesi occupati dal Reich - non sempre, secondo l'autore del saggio, veniva tenuto in considerazione da parte dei responsabili dei campi di lavoro. In taluni casi, quelli che sembravano essere privilegi concessi per rendere meno pesante la vita del deportato, costituivano per i prigionieri, con la loro vanificazione, un motivo aggiuntivo di sgomento e frustrazione.
Rispetto a quello trascritto nel suo libro, Bernadac scrive di avere ragione di ritenere che di tale manuale vi fosse copia omologa nell'ufficio del comandante di campo di concentramento di Mauthausen-Gusen, cui facevano capo diversi sottocampi satellite situati specialmente in prossimità di Linz.
Il documento regolava in diciassette punti il comportamento dei detenuti all'interno del lager e si concludeva con le seguenti parole:
Obbedienza, assiduità al lavoro, onestà, ordine, pulizia, sobrietà, gusto della verità, spirito di sacrificio e amor di patria.»
(da I giorni senza fine, Appendice I, pag. 321)
Per sommi capi, e nella sostanza delle disposizioni, il testo è così riassumibile:
|      | Argomento                            | Disposizione |
| ---- | ------------------------------------ | --- |
| I    | Principi generali                    | I detenuti dei campi di concentramento, senza considerazione di età, di origine e di rango, sono posti in condizione di subordinazione e sono obbligati a obbedire immediatamente e senza discutere agli ordini dei loro superiori, sia che si tratti di detenuti agli ordini degli agenti di inquadramento delle imprese SS (riconoscibili dal bracciale rosso), sia dei detenuti incaricati di mantenere l'ordine nel campo, riconoscibili dall'apposito bracciale. |
| II   | I superiori                          | Ogni membro delle SS è un superiore. Ci si deve rivolgere a loro con gli appellativi di "Herr Kommandant, Herr Lagerführer, Herr Rapportführer, Herr Arbeitsdienstführer, Herr Blockführer". |
| III  | Zona neutra e catena di sorveglianza | Il campo è circondato da un recinto di filo di ferro percorso giorno e notte da corrente elettrica ad alta tensione. [...] Chi si introduce nella "zona neutra" si espone a che gli si spari addosso senza intimazione. |
| IV   | Appello                              | Ogni detenuto è obbligato ad assistere all'appello nominale senza eccezioni e in tutte le circostanze. |
| V    | Kommando di lavoro                   | Ogni detenuto è assegnato a un kommando di lavoro. È proibito cambiare kommando di propria iniziativa. [...] Chi, senza ordine, abbandona il suo posto, sarà accusato d'evasione e severamente punito. [...] È severamente vietato entrare in contatto con civili. |
| VI   | Tenuta degli armadietti personali    | Il ripiano superiore è destinato alle lettere, allo spazzolino da denti, al necessario per radersi, al tabacco, ecc. Sul piano inferiore si collocano la gamella (pulita e capovolta) e sopra il bicchiere di metallo egualmente capovolto. |
| VII  | Posta                                | La posta verrà consegnata o spedita solo dopo essere stata censurata. Ogni detenuto ha diritto di ricevere e di scrivere due lettere o cartoline al mese. [...] Al detenuto è proibito parlare di questioni relative al campo, delle malattie, della disinfestazione e delle domande di congedo. [...] Sono vietate le abbreviazioni o le sottolineature. |
| VIII | Invio di denaro                      | I detenuti sono autorizzati a farsi spedire dei vaglia dai loro parenti. [...] Per permettere gli acquisti allo spaccio, ogni titolare di conto può disporre di 15 RM alla settimana. |
| IX   | Collette                             | Sono proibite le collette di qualsiasi genere, ad eccezione di doni volontari per abbonamento a giornali. |
| X    | Richieste e reclami                  | Ogni detenuto è autorizzato a presentare richieste e reclami per scritto. [...] I reclami collettivi, considerati atti di rivolta, sono rigorosamente proibiti. |
| XI   | Ricreazione                          | Durante la ricreazione, i detenuti possono dedicarsi a loro piacimento, nelle sale di soggiorno delle loro baracche, alla lettura, alla corrispondenza o ai giochi di società. I giochi d'azzardo e con poste in denaro di qualsiasi genere sono proibiti. |
| XII  | Uso del tabacco                      | È proibito fumare nelle baracche durante le ore di lavoro [...] [come] nella mezz'ora successiva alla sveglia. |
| XIII | Dichiarazione di malattia e bagni    | I detenuti ammalati si devono presentare al Blockführer. Il detenuto che si sottrae con premeditazione o intenzionalmente e con leggerezza al trattamento medico sarà punito, come pure colui che simula una malattia. [...] Ogni detenuto è obbligato a prendere parte ai bagni. Andata e ritorno in riga serrati per cinque. |
| XIV  | Inosservanza del regolamento         | Ogni reato contro il regolamento del campo deve essere denunciato senza indugio. Specialmente chi sorprenda qualcuno a preparare o a concertarsi su un tentativo d'evasione deve subito farne denuncia [...]. |